# Черниховский сельский совет (Зборовский район)
Черниховский сельский совет (укр. Чернихівська сільська рада) — входит в состав
Зборовского района
Тернопольской области
Украины.
Административный центр сельского совета находится в 
с. Чернихов.

## История
- 1939 — дата образования.

## Населённые пункты совета
- с. Чернихов
- с. Глядки
- с. Плесковцы